# بدر منشي
بدر منشي، لاعب كرة قدم سعودي يلعب في نادي الدرعية ك‍وسط دفاعي،

## مسيرة اللاعب
لعب في النادي الأهلي ونادي الكوكب ونادي ضمك ونادي الدرعية.